# Wambeln
Wambeln ist ein bis heute ländlich geprägter Ortsteil der westfälischen Stadt Hamm.

## Geographie

### Lage
Wambeln liegt im Südosten der Stadt Hamm.

### Gliederung
Zu Wambeln gehören die Siedlungen Bruch (im Süden) und Kuhweide (im Norden).

### Nachbargemeinden
Wambeln grenzte im Jahr 1967 im Uhrzeigersinn im Westen beginnend an die Gemeinden Allen und Süddinker (beide heute zu Hamm), Illingen und Scheidingen (beide heute zu Welver) sowie Sönnern (heute zu Werl).

## Geschichte
Wambeln wurde erstmals urkundlich 1272 als Wanebolen erwähnt. 1375 wurde der Ort urkundlich Wanebole und 1465 auch Wannebelen genannt.
Wambeln gehörte im Spätmittelalter und der Frühen Neuzeit in eigener Bauerschaft (Wanneball) im Amt Hamm zur Grafschaft Mark. Laut dem Schatzbuch der Grafschaft Mark von 1486 hatten die 11 Steuerpflichtigen in der Bauerschaft zwischen 1 oirt und 6 Goldgulden an Abgabe zu leisten. Im Jahr 1705 waren in der Bauerschaft  Wambelen 12 Steuerpflichtige mit Abgaben an die Rentei Hamm im Kataster verzeichnet.
Im 19. Jahrhundert gehörte Wambeln bei der Errichtung der Ämter in der preußischen Provinz Westfalen zum Kirchspiel und Amt Rhynern im Kreis Hamm. Im Jahr 1885 gab es in der Landgemeinde Wambeln auf 521 ha Fläche, davon 416 ha Ackerland, 11 ha Wiesen, 35 ha Holzungen, 1 Wohnplatz, 59 Wohnhäuser mit 59 Haushaltungen und 364 Einwohner. Anlässlich der Auskreisung der Stadt Hamm am 1. April 1901 wurde aus dem Kreis der Landkreis Hamm. Nach einer Gebietserweiterung im Jahr 1929 wurde dieser im Oktober 1930 in Kreis Unna umbenannt.
Am 1. Januar 1968 wurden die Gemeinden Allen, Freiske, Hilbeck, Osterflierich, Osttünnen, Rhynern, Süddinker und Wambeln zur neuen Gemeinde Rhynern zusammengeschlossen. Diese blieb jedoch nur bis zum 31. Dezember 1974 bestehen, am folgenden Tag wurde sie aufgeteilt: Wambeln wechselte mit dem Hauptteil dieser Gemeinde (6187 Einwohner, die auf 44,79 km² wohnten) in die kreisfreie Stadt Hamm. Der Ortsteil Hilbeck (9,96 km² mit 856 Einwohnern) wurde nach Werl im Kreis Soest umgegliedert.
Weitere Informationen zur Lokalgeschichte finden sich im HammWiki in folgenden Artikeln:
- Wambeln
- Katholische Volksschule Wambeln
- Kirchengemeinde Christkönig

## Einwohnerentwicklung
| Jahr | Einwohner |
| ---- | --------- |
| 1849 | 325       |
| 1876 | 366       |
| 1910 | 345       |
| 1931 | 406       |
| 1956 | 423       |
| 1961 | 352       |

## Verkehr
Die Landesstraße 669 verbindet Wambeln mit Rhynern und Scheidingen.
Die Kreisstraße 18 führt nach Sönnern und Werl, die Kreisstraße 19 nach Wambeln.
In Wambeln gibt es keinen öffentlichen Personennahverkehr.